# Witchery
Witchery är ett svenskt thrash metal-band, grundat 1997 av medlemmar från bandet Satanic Slaughter. Bandets ursprungliga uppställning bestod av Patrik Jensen (gitarr), Rille Rimfält (gitarr), Toxine (sång), Mique (trummor) och Sharlee D'Angelo (bas). 
År 1998 spelade de in och släppte sin första skiva, Restless & Dead, via skivbolaget Necropolis Records. Efter albumet Dead, Hot And Ready (1999) ersattes Mique av Martin Axenrot, som även spelar i Opeth och Bloodbath. I april 2010 lämnade sångaren Toxine bandet, och Legion (Erik Hagsted), tidigare i Marduk och Devian, tog över på sång. Lagom till Hultsfredsfestivalen 2011 hoppade Legion av Witchery och Masse Broberg (ex-Dark Funeral) tog över sången.

## Medlemmar
Nuvarande medlemmar
- Sharlee D'Angelo (Charles Petter Andreason) – basgitarr (1997– )
- Rickard "Rille" Rimfält) – gitarr (1997– )
- Patrik Jensen	– gitarr (1997– )
- Christofer Barkensjö – trummor (2016– )
- Angus Norder – sång (2016– )

Tidigare medlemmar
- Mique Flesh (Micke Pettersson) – trummor (1997–1999)
- Tony Kampner – sång (1997–2010)
- Martin Axenrot – trummor (1999–2016)
- Legion (Erik Hagstedt) – sång  (2010-2011)
- Emperor Magus Caligula (Magnus Broberg) – sång (2011–2016)

Turnerande medlemmar
- Fredrik Widigs – trummor
- Victor Brandt – basgitarr (2012)

## Diskografi
Studioalbum
- 1998 – Restless & Dead
- 1999 – Dead, Hot And Ready
- 2001 – Symphony for the Devil
- 2006 – Don't Fear the Reaper
- 2010 – Witchkrieg
- 2016 – In His Infernal Majesty's Service
- 2017 – I Am Legion

EP
- 1999 – Witchburner